# Maxmilián Berger
Maxmilián Berger též Max Berger (14. prosince 1796 Dolní Břežany – 10. února 1884 Svatý Jan pod Skalou) byl český a rakouský politik, v polovině 19. století poslanec Říšského sněmu, předseda výboru pro dostavění Národního divadla

## Biografie
Byl velkostatkářem. Jeho první manželka Walburga z Lacknerů zemřela roku 1846. Byla zakladatelkou první nadace a první místní školy v domovském Svatém Janu pod Skalou. Z manželství pocházelo pět dětí: Karel Max (1833), dvojčata Theodor a Wilhelm (1840), Štěpán Emanuel (1844), Kateřina (1838). Druhá manželka Kateřina se narodila roku 1810 a zemřela roku 1880. Porodila dvě dcery: Maxmiliánu (1847) a Marii (1850) .
Nejznámějším z jejich potomků Karel Max, který vedl statek po otci a další statkář, JUDr. Štěpán Emanuel Berger, sběratel starožitností. Na hřbitově ve Svatém Janu pod Skalou nechal Maxmilián postavit roku 1849 kapli svatého Maxmiliána, kde byl posléze pohřben.
Během revolučního roku 1848 se Max zapojil do veřejného dění. Ve volbách roku 1848 byl zvolen na ústavodárný Říšský sněm. Zastupoval volební obvod Beroun. Do politiky se pak vrátil po obnovení ústavního systému vlády počátkem 60. let. V zemských volbách v roce 1861 byl zvolen do Českého zemského sněmu v kurii velkostatkářské (nesvěřenecké velkostatky). Mandát opět získal i v zemských volbách v lednu 1867. Jako vlastenecky orientovaný statkář byl členem Strany konzervativního velkostatku, která spolupracovala se staročechy.
Byl presidentem předsednictva české tržnice výrobků a plodin zemských: Aktienverein zur Gründung einer Industrie- und Productenhalle in Prag založené roku 1855.
Vykonával funkci okresního starosty a byl členem zemské vyvazovací komise, která prováděla vypořádání související se zrušením poddanství. Působil jako předseda výboru pro dostavění Národního divadla.
Zemřel v roce 1884, ve věku 89 let.